# Milton Chagas
Milton José Cavalcanti Chagas (Flores, 24 de outubro de 1938) é um político brasileiro filiado ao PMDB. Foi prefeito de Carapicuíba (São Paulo) entre 1989 e 1992.

## Biografia
Filho de Francisco Chagas Campos e Carmelinda Cavalcanti. Aos 16 anos se tornou aprendiz de marinheiro na capital pernambucana, conseguindo o posto de 3º sargento. Formou-se em medicina em 1972, e em 1973, entrou para a Escola de Saúde do Exército, tornando-se oficial médico.
Ginecologista e médico obstetra, trabalhou no Hospital Moncorvo Filho da Universidade Federal do Rio de Janeiro.
Chegou a São Paulo em 1974, prestou serviço no 39º batalhão de Inspetoria Motorizada de Quitaúna, Osasco.
Em 1982 elegeu-se vereador por Carapicuíba pelo PDS, mudou-se para o PMDB e exerceu o cargo de Secretário de Saúde e Medicina na gestão de Luiz Carlos Neves, ficou no posto até 1988 quando foi eleito para o cargo de prefeito com 35.555 votos exercendo o cargo entre 1989 e 1992. 

## Ligações Externas
Biografia dos Prefeitos de Carapicuíba[ligação inativa]